# 地铁报 (英国)
《地铁报》（英語：Metro）是英国发行量最大的免费小报。它由DMG Media出版，DMG Media又隸屬於每日郵報和通用信託。 英格兰、威尔士和苏格兰境內的人可以在火车站、地铁站、机场和医院免費領取該報紙閱讀。
該報紙是保守主义報紙每日邮报的姊妹报，不過该报从未支持過任何政党或候选人，而且該報還自稱在政治上保持中立。 